# Il cuore dell'altra
Il cuore dell'altra è un film diretto da Guido Brignone, prodotto nell'aprile 1917 dalla Volsca Films con Lola Visconti-Brignone.